# مارین ووچمیلوویچ گرگیچ
مارین ووچمیلوویچ گرگیچ (انگلیسی: Marin Vučemilović-Grgić؛ زادهٔ ۳ فوریهٔ ۱۹۸۷) بازیکن فوتبال اهل کرواسی است.